# Rafael de Assis
Rafael de Assis (Uberlandia, Minas Gerais, 16 de octubre de 1986) es un futbolista brasileño. Juega de volante y actualmente está sin club.

## Trayectoria
Pese a ser brasileño,Inició su Carrera en el Sportivo Luqueño de Paraguay en el año 2008, año en que su equipo jugaba en la Primera División de su país, donde fue titular en varios partidos, ya que fue suplente casi gran parte de la temporada. Al año siguiente el jugador pasó al 3 de febrero, donde jugó 364 minutos y sin marcar un solo gol. Estuvo en ese club de Ciudad del Este, por solo 2 temporadas.
En el 2011 iba a ser su primera experiencia en el extranjero, ya que fichaba por el Lota Schwager de la Primera B de Chile, con el afán de llevarlo a la Primera División de Chile, luego de 4 años desde su última aparición en la serie mayor del fútbol chileno en el 2007. Sin embargo, antes de terminar la pretemporada fue desafectado del cuadro de la lamparita.

## Clubes
| Club             | País     | Año         |
| ---------------- | -------- | ----------- |
| Sportivo Luqueño | Paraguay | 2008        |
| 3 de febrero     | Paraguay | 2009 - 2010 |
| Lota Schwager    | Chile    | 2011        |